# پلوچا (بوسیلگراد)
پلوچا (به صربی: Ploča) یک منطقهٔ مسکونی در صربستان است که در بوسیلگراد واقع شده‌است. پلوچا ۱۰۰ نفر جمعیت دارد.